# Vaucouleurs (Meuse)
Pour les articles homonymes, voir Vaucouleurs.
Vaucouleurs est une commune française, située dans le département de la Meuse en région Grand Est. Elle a donné son nom à cette partie du cours de la Meuse, appelée Val des Couleurs. Vaucouleurs est également considéré comme une ville johannique.
Ses habitants sont appelés les Valcolorois.

## Géographie

### Localisation
Vaucouleurs est une petite ville d'environ 2 000 habitants du nord-est de la France, située dans la Meuse. Elle se trouve dans le Val des Couleurs, région dont elle a donné le nom.

### Géologie et relief
La commune se compose de 101,98 hectares de territoires artificialisés (2,57 %), 1 579,60 hectares de territoires agricoles (39,85 %) et 2 282,11 hectares de forêts et milieux semi-naturels (57,57 %).
Espaces naturels :
- Un espace protégé hors Natura 2000 :

Grand Tilleul situé Sur La Parcelle N° G600 À Vaucouleurs.
- Deux espaces protégés Natura 2000 :

Forêts de la vallée de la Méholle,
Vallée de la Meuse.
- Six zones naturelles d'intérêt écologique, faunistique et floristique (Znieff).
- 3 sites bioarchéologiques.

Hydrogéologie et climatologie : Système d’information pour la gestion des eaux souterraines SIGES Seine-Normandie :
Territoire communal : Occupation du sol (Corinne Land Cover); Cours d'eau (BD Carthage),
Géologie : Carte géologique; Coupes géologiques et techniques,
 Hydrogéologie : Masses d'eau souterraine; BD Lisa; Cartes piézométriques.

### Sismicité
Commune située dans une zone 1 de sismicité très faible.

### Hydrographie et les eaux souterraines
La commune est dans le bassin versant de la Meuse au sein du bassin Rhin-Meuse. Elle est drainée par la Meuse, le ruisseau de Montigny, le canal de la Haute Meuse, le ruisseau de Septfond, le canal du Moulin et le ruisseau du Marbre,,.
La Meuse, d'une longueur de 486 km, est un fleuve européen qui prend sa source en France, dans la commune du Châtelet-sur-Meuse, à 409 mètres d'altitude, et se jette dans la mer du Nord après un cours long d'approximativement 950 kilomètres traversant la France, la Belgique et les Pays-Bas. Les caractéristiques hydrologiques de la Meuse sont données par la station hydrologique située sur la commune. Le débit moyen mensuel est de 19,3 m3/s. Le débit moyen journalier maximum est de 657 m3/s, atteint lors de la crue du 30 décembre 2001. Le débit instantané maximal est quant à lui de 697 m3/s, atteint le même jour.
Le ruisseau de Montigny, d'une longueur de 11 km, prend sa source dans la commune de Badonvilliers-Gérauvilliers et se jette  dans la Meuse sur la commune, après avoir traversé cinq communes. 
Le canal de la Haute Meuse, d'une longueur de 12 km, est un cours d'eau naturel non navigable qui relie la commune de Champougny à  sur la commune, où il se jette dans la Meuse. 

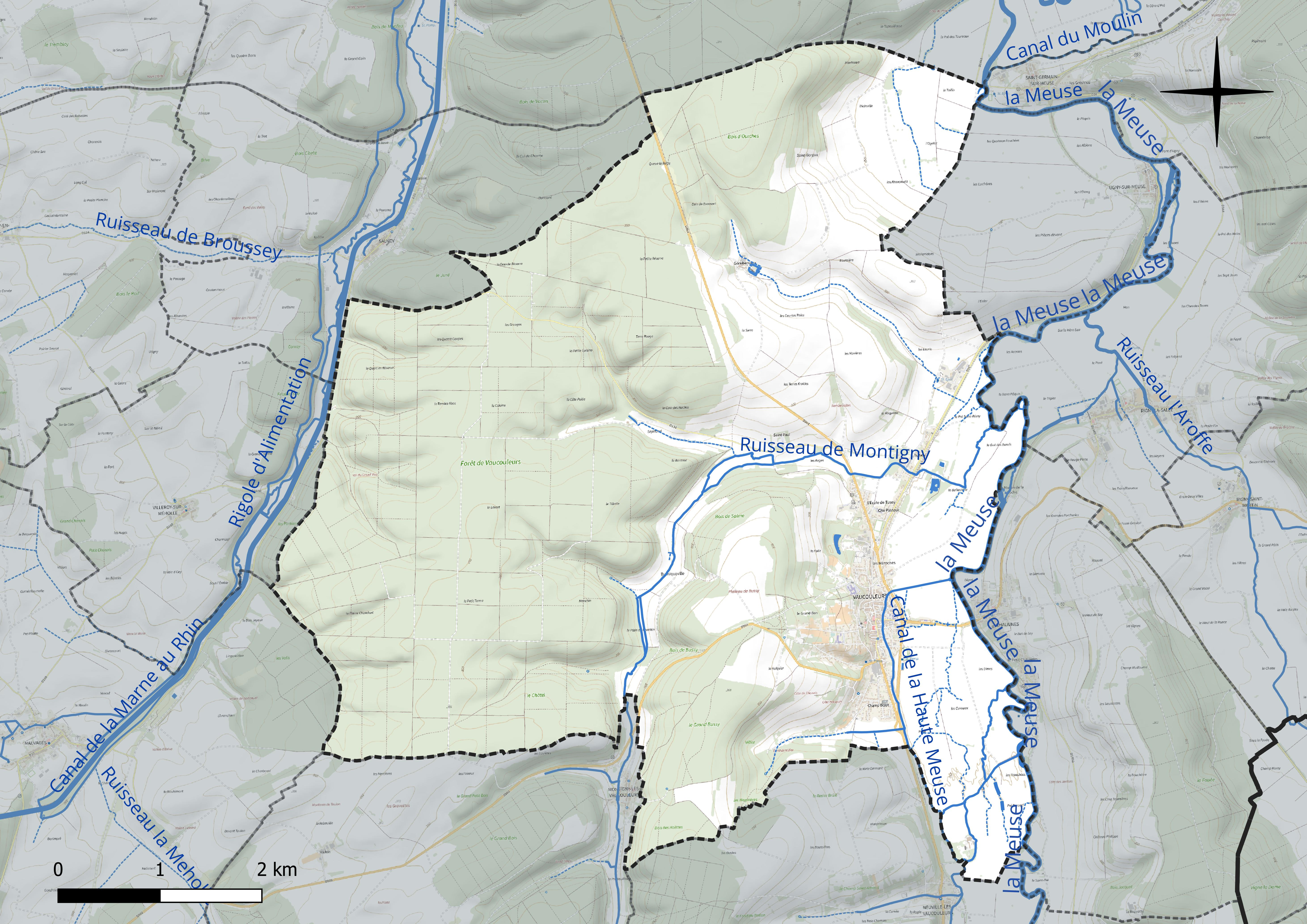
Réseau hydrographique de Vaucouleurs.

### Climat
Pour des articles plus généraux, voir Climat du Grand Est et Climat de la Meuse.
En 2010, le climat de la commune est de type climat des marges montargnardes, selon une étude du Centre national de la recherche scientifique s'appuyant sur une série de données couvrant la période 1971-2000. En 2020, Météo-France publie une typologie des climats de la France métropolitaine dans laquelle la commune est exposée à un climat océanique altéré et est dans la région climatique  Lorraine, plateau de Langres, Morvan, caractérisée par un hiver rude (1,5 °C), des vents modérés et des brouillards fréquents en automne et hiver. 
Pour la période 1971-2000, la température annuelle moyenne est de 9,7 °C, avec une amplitude thermique annuelle de 16,5 °C. Le cumul annuel moyen de précipitations est de 897 mm, avec 13 jours de précipitations en janvier et 9,2 jours en juillet. Pour la période 1991-2020, la température moyenne annuelle observée sur la station météorologique de Météo-France la plus proche, « Nancy-Ochey », sur la commune d'Ochey à 21 km à vol d'oiseau, est de 10,5 °C et le cumul annuel moyen de précipitations est de 810,4 mm. 
La température maximale relevée sur cette station est de 39,6 °C, atteinte le 25 juillet 2019 ; la température minimale est de −19,1 °C, atteinte le 12 janvier 1987,,. 
Les paramètres climatiques de la commune ont été estimés pour le milieu du siècle (2041-2070) selon différents scénarios d'émission de gaz à effet de serre à partir des nouvelles projections climatiques de référence DRIAS-2020. Ils sont consultables sur un site dédié publié par Météo-France en novembre 2022.

### Communes limitrophes
| Sauvoy                   | Rigny-la-Salle           | Rigny-la-Salle           |
| Montigny-lès-Vaucouleurs | Vaucouleurs              | Neuville-lès-Vaucouleurs |
| Montigny-lès-Vaucouleurs | Neuville-lès-Vaucouleurs | Neuville-lès-Vaucouleurs |

### Voies de communications et transports

#### Voies routières
- D 964 vers Void-Vacon, Neuville-les-Vaucouleurs[22].
- D 960 vers Montigny-lès-Vaucouleurs, Rigny-Saint-Martin.

#### Transports en commun
- Fluo Grand Est.

##### SNCF

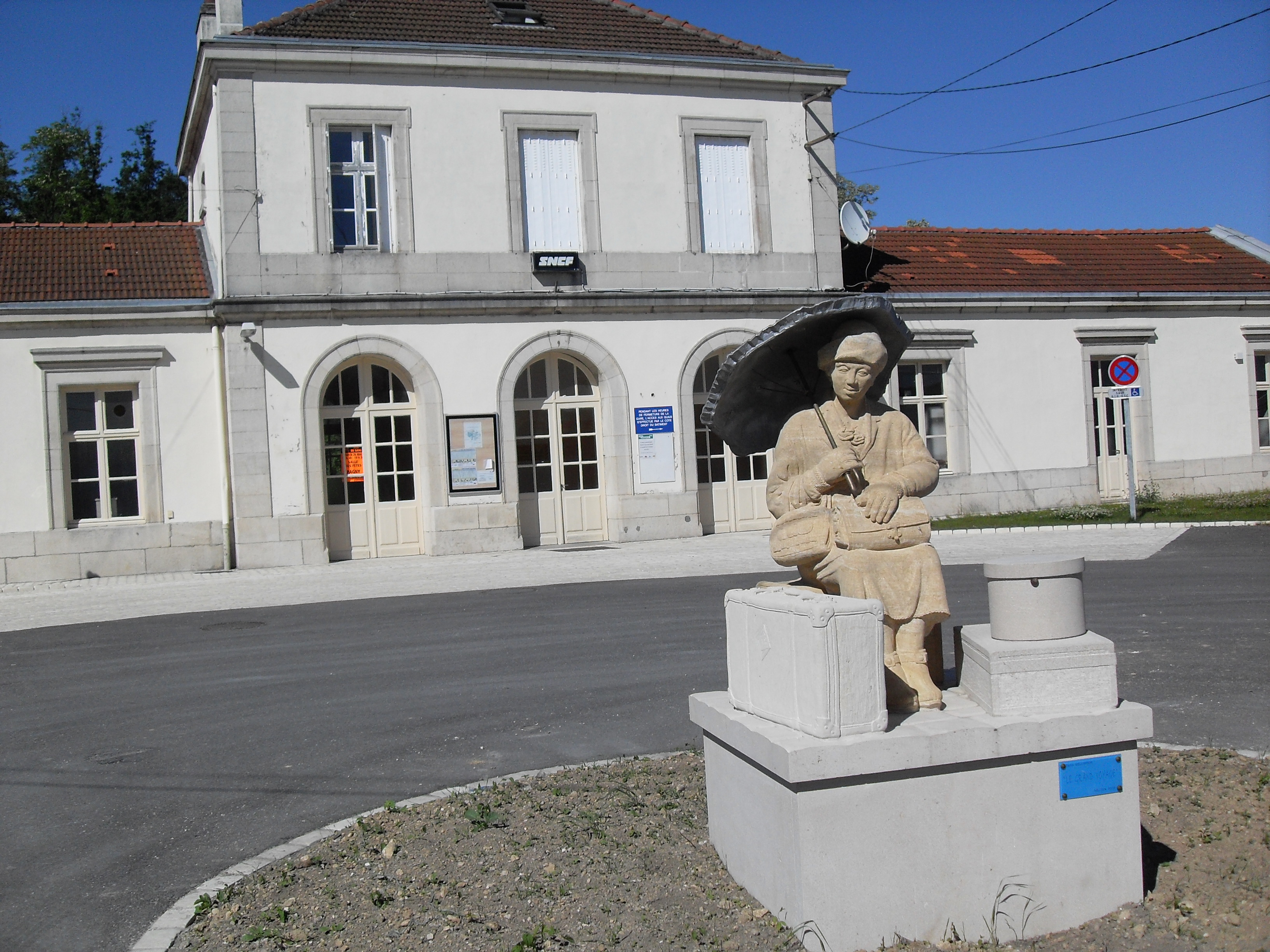
Gare de Pagny-sur-Meuse.

- Gare de Pagny-sur-Meuse,
- Gare de Toul,
- Gare de Commercy,
- Gare de Fontenoy-sur-Moselle,
- Gare de Neufchâteau.

### Intercommunalité
Commune membre de la Communauté de communes de Commercy - Void - Vaucouleurs.

## Urbanisme

### Typologie
Au 1er janvier 2024, Vaucouleurs est catégorisée bourg rural, selon la nouvelle grille communale de densité à sept niveaux définie par l'Insee en 2022.
Elle est située hors unité urbaine et hors attraction des villes,.

### Occupation des sols
L'occupation des sols de la commune, telle qu'elle ressort de la base de données européenne d’occupation biophysique des sols Corine Land Cover (CLC), est marquée par l'importance des forêts et milieux semi-naturels (57,5 % en 2018), en diminution par rapport à 1990 (59,4 %). La répartition détaillée en 2018 est la suivante : 
forêts (55,8 %), terres arables (24,9 %), prairies (12,5 %), zones urbanisées (2,6 %), cultures permanentes (2 %), milieux à végétation arbustive et/ou herbacée (1,8 %), zones agricoles hétérogènes (0,4 %). L'évolution de l’occupation des sols de la commune et de ses infrastructures peut être observée sur les différentes représentations cartographiques du territoire : la carte de Cassini (XVIIIe siècle), la carte d'état-major (1820-1866) et les cartes ou photos aériennes de l'IGN pour la période actuelle (1950 à aujourd'hui).

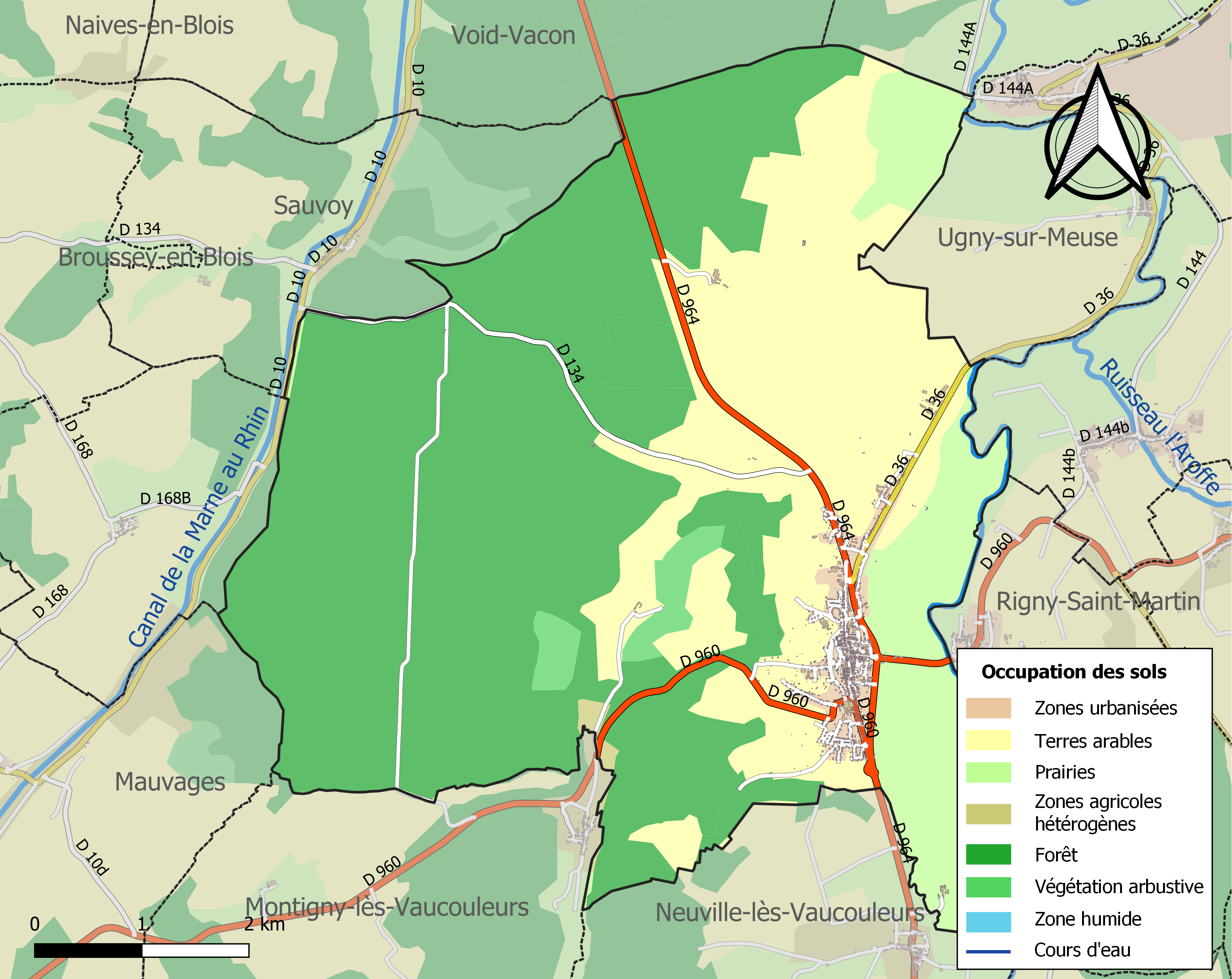
Carte des infrastructures et de l'occupation des sols de la commune en 2018 (CLC).

## Toponymie
Anciennes mentions : Vallicolore (1235) ; Vaucolour (1264) ; Vauquelour (1266) ; Vauquelor (1281) ; Valcolor (1310) ; Vaulquelour (1321) ; Valiscolore (1402) ; Vallis-coloris (1707) ; Vallis-color (1711) ; Vaucouleurs (1793),.

Pour Ernest Nègre, qui se base sur la mention de 1235, il s'agit du latin vallem « vallée », peut-être suivi du génitif pluriel colorum « des couleurs ».

Dauzat et Rostaing, page 696 de leur dictionnaire, ajoutent au latin vallis, « vallée », un « deuxième élément obscur » ; ils sous-entendent donc que sa signification n'est pas couleur, comme le nom actuel et les latinisations médiévales le feraient croire, puisqu'un tel composé, vallée associé à couleurs, est peu probable en toponymie. Mais dans ce cas, il n'est pas totalement certain que le premier élément est vallis.

Peut-être de la racine gauloise ou latine col, prototype de « couler » et ce serait alors la « vallée ou coule une rivière », en l’occurrence la Meuse.

## Histoire

### XIeauXVIIIesiècle

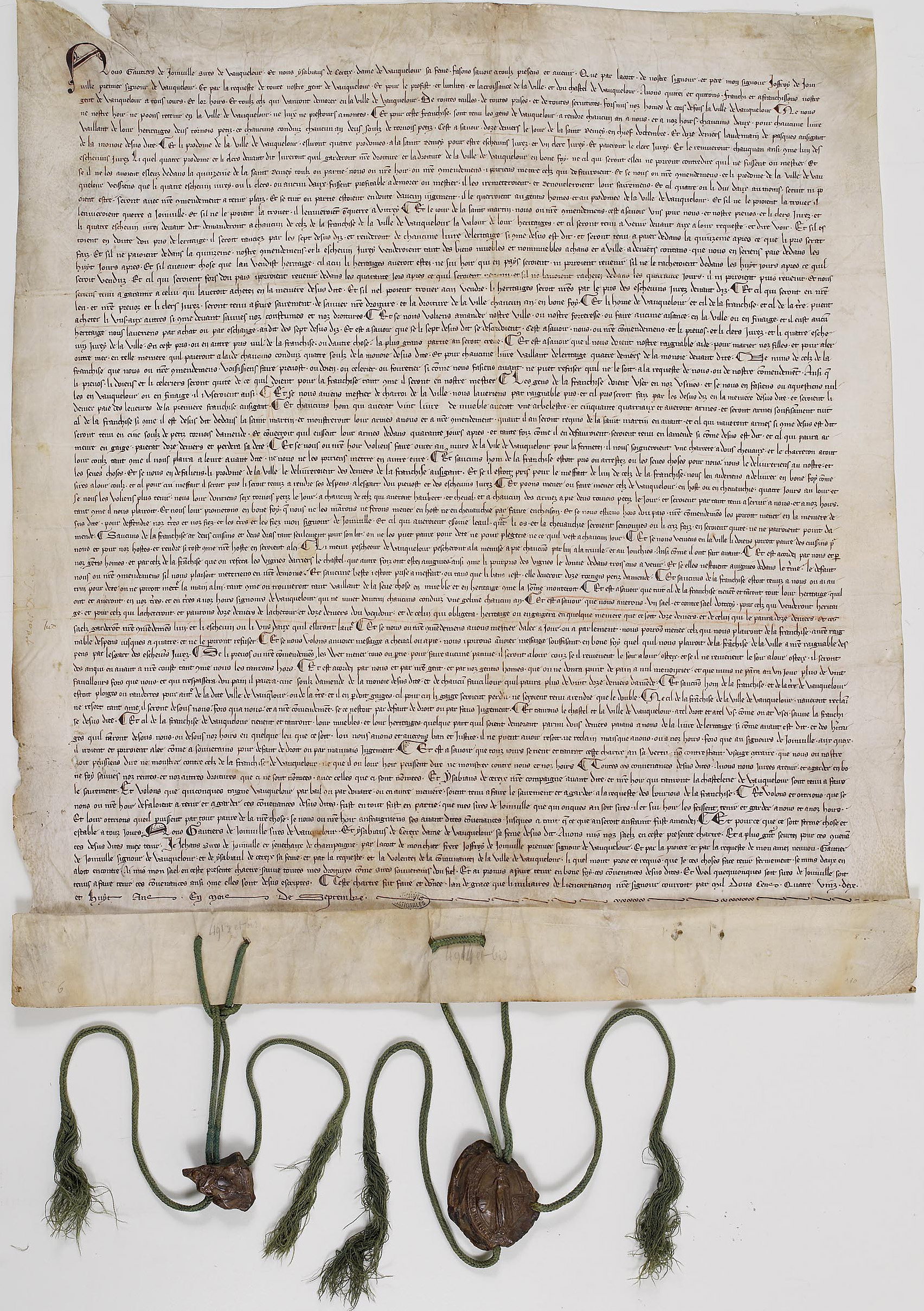
Charte de franchise de la ville de Vaucouleurs octroyée par Gautier de Joinville et confirmée par son oncle Jean de Joinville l’historiographe de Saint-Louis.

D'après le biographe Henri-François Delaborde, Vaucouleurs faisait partie de la seigneurie de Joinville dès 1080 au moins.  En 1171, le roi de France Louis VII le Jeune rencontre l'empereur du Saint-Empire romain germanique, Frédéric Barberousse à Vaucouleurs
Le 19 novembre 1212, le futur roi de France Louis VIII y rencontre le futur empereur des Romains Frédéric II, prélude à l’intronisation de ce dernier,. Ils y ont fait un pacte d'alliance contre le roi d'Angleterre, King John. Une copie du XVe siècle de ce traité de 1212 est visible à la BnF Paris, BnF, Français 2610 f.221v) Vaucouleurs.
À une date inconnue avant 1224, Simon de Joinville, seigneur de Joinville et sénéschal de Champagne, se marie avec Béatrice d'Auxonne.
En 1365 la ville et sa châtellenie est réunie au domaine royale par Charles le Sage. 
Le 13 mai 1428, Robert de Baudricourt, gouverneur du roi à Vaucouleurs, reçoit la visite d'une jeune fille de 16 ans, venue de Domrémy. Vaucouleurs est alors une garnison française située aux confins des terres du duc de Bourgogne allié aux Anglais, et du duché de Lorraine, dépendant du Saint-Empire romain germanique. Elle se dit l'envoyée de Dieu mais Baudricourt ne l'écoute pas. Sans se décourager Jeanne revient à Vaucouleurs à plusieurs reprises. Elle essaye de monter une expédition avec le seul concours des gens du pays qui se cotisent pour lui offrir un cheval et une épée. Sa ténacité suscite un vaste élan populaire. Le peuple croit à la mission de Jeanne d'Arc et reprend foi dans les destinées du royaume. Baudricourt est peu à peu ébranlé. Mais pour plus de sécurité, il fait d'abord exorciser la Pucelle par le curé du lieu. Jeanne persiste dans son projet. Le gouverneur convaincu, les difficultés s'aplanissent, et le 23 février 1429, escortée de ses 6 premiers compagnons d'armes, Jeanne d'Arc quitte Vaucouleurs par la porte de France.
En 1743, naît la fille naturelle d'Anne Bécu, Jeanne, future Madame du Barry.

### Histoire contemporaine
Vaucouleurs se trouvait à quelques kilomètres du front lors de la guerre de 1914-1918. Vers la fin de celle-ci, un aérodrome provisoire a été créé à environ 3 km au nord-ouest de la ville.

## Héraldique
| Blason de Vaucouleurs (Meuse) | Blason  | De gueules à la tour crénelée d'argent, au chef d’azur chargé de trois fleurs de lis d'or. |
| Blason de Vaucouleurs (Meuse) | Détails | Le statut officiel du blason reste à déterminer. |
| Blason de Vaucouleurs (Meuse) | Alias   | L'armorial de 1696 lui donne pour armes : D'azur à trois fleurs de lis d'or, parti d’un trait de sable d'azur à une épée la pointe en haut d’argent, la garde et la poignée d'or, accostée de deux fleurs de lis de même et surmontée d'une couronne royale aussi de même. Ces armes sont celles de France et de Jeanne d'arc données ou prises en souvenir de l'héroïne. |

## Politique et administration

### Budget et fiscalité 2023

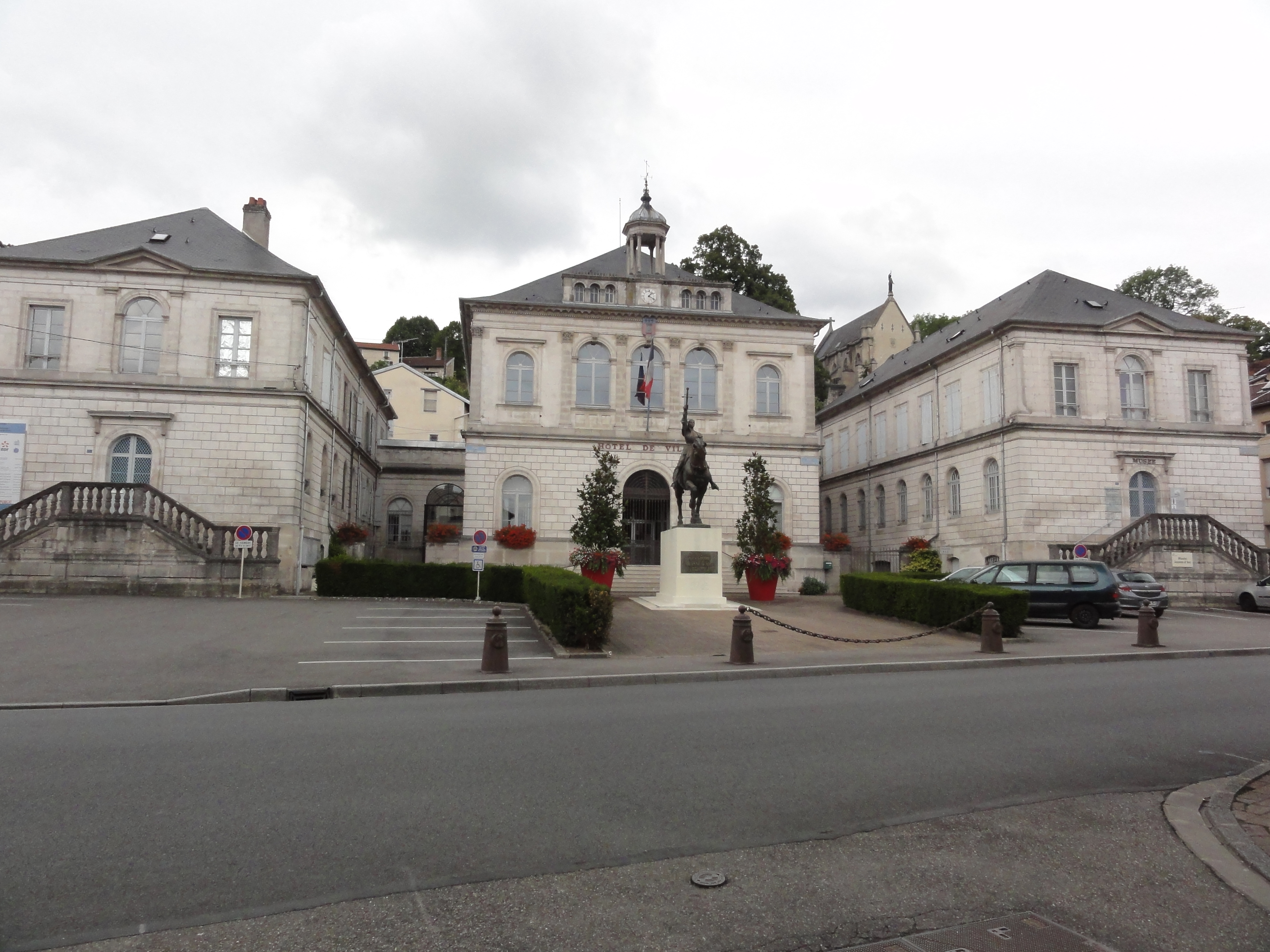
Mairie et musée.

En 2023, le budget de la commune était constitué ainsi :
- total des produits de fonctionnement : 1 583 000 €, soit 811 € par habitant ;
- total des charges de fonctionnement : 1 220 000 €, soit 625 € par habitant ;
- total des ressources d'investissement : 467 000 €, soit 239 € par habitant ;
- total des emplois d'investissement : 1 344 000 €, soit 688 € par habitant ;
- endettement : 640 000 €, soit 328 € par habitant.

Avec les taux de fiscalité suivants :
- taxe d'habitation : 11,49 % ;
- taxe foncière sur les propriétés bâties : 38,45 % ;
- taxe foncière sur les propriétés non bâties : 18,94 % ;
- taxe additionnelle à la taxe foncière sur les propriétés non bâties : 43,61 % ;
- cotisation foncière des entreprises : 10,21 %.

Chiffres clés Revenus et pauvreté des ménages en 2021 : médiane en 2021 du revenu disponible, par unité de consommation.

### Jumelages
Neidenstein (Allemagne) depuis 2004.

## Population et société

### Démographie

#### Évolution démographique
L'évolution du nombre d'habitants est connue à travers les recensements de la population effectués dans la commune depuis 1793. Pour les communes de moins de 10 000 habitants, une enquête de recensement portant sur toute la population est réalisée tous les cinq ans, les populations de référence des années intermédiaires étant quant à elles estimées par interpolation ou extrapolation. Pour la commune, le premier recensement exhaustif entrant dans le cadre du nouveau dispositif a été réalisé en 2006.

En 2022, la commune comptait 1 916 habitants, en évolution de −1,44 % par rapport à 2016 (Meuse : −4,4 %, France hors Mayotte : +2,11 %).
| 1793  | 1800  | 1806  | 1821  | 1831  | 1836  | 1841  | 1846  | 1851  |
| ----- | ----- | ----- | ----- | ----- | ----- | ----- | ----- | ----- |
| 2 406 | 2 200 | 2 146 | 2 077 | 2 157 | 2 420 | 2 499 | 2 625 | 2 655 |

| 1856  | 1861  | 1866  | 1872  | 1876  | 1881  | 1886  | 1891  | 1896  |
| ----- | ----- | ----- | ----- | ----- | ----- | ----- | ----- | ----- |
| 2 663 | 2 720 | 2 552 | 2 670 | 2 695 | 2 726 | 2 786 | 2 843 | 3 051 |

| 1901  | 1906  | 1911  | 1921  | 1926  | 1931  | 1936  | 1946  | 1954  |
| ----- | ----- | ----- | ----- | ----- | ----- | ----- | ----- | ----- |
| 3 038 | 3 070 | 3 213 | 2 883 | 3 141 | 3 136 | 3 106 | 2 746 | 2 939 |

| 1962  | 1968  | 1975  | 1982  | 1990  | 1999  | 2006  | 2011  | 2016  |
| ----- | ----- | ----- | ----- | ----- | ----- | ----- | ----- | ----- |
| 3 041 | 2 846 | 2 554 | 2 511 | 2 401 | 2 289 | 2 141 | 2 047 | 1 944 |

| 2021  | 2022  | - | - | - | - | - | - | - |
| ----- | ----- | - | - | - | - | - | - | - |
| 1 923 | 1 916 | - | - | - | - | - | - | - |

#### Analyse et explications
On constate une nette diminution de la population depuis les années 1960, constat qui est également fait dans la plupart des communes avoisinantes ainsi que dans le département de la Meuse. 
Cela peut s'expliquer par une baisse du taux de natalité (de 13 ‰ au début des années 1970 à moins de 10 ‰ de nos jours selon l'INSEE), ainsi qu'une hausse du taux de mortalité (de 15 ‰ au début des années 1970 à 23 ‰ de nos jours selon l'INSEE), correspondant à un certain vieillissement de la population. 
À cela ajoutons une faible attractivité du territoire (de moins en moins de commerces, baisse du nombre d'actifs), malgré une tendance nouvelle qui se dessine avec un solde migratoire positif aux recensements de 2014 et 2020. 
Enfin, il existe à Vaucouleurs la problématique des logements vacants, où de nombreux logements sont abandonnés et non mis en vente par leur propriétaire (20 % des logements y sont aujourd’hui vacants, un chiffre en hausse de 30 % depuis 2006).

### Santé
Professionnels et établissements de santé :
- Médecins à Vaucouleurs, Pagny-sur-Meuse, Sauvigny, Blénod-lès-Toul,
- Pharmacies à Vaucouleurs, Blénod-lès-Toul, Foug,
- Hôpitaux à Commercy, Dommartin-lès-Toul, Toul.

### Cultes
- Culte catholique. La ville de Vaucouleurs dispose de l'église Saint-Laurent, Paroisse de Sainte Jeanne d’Arc du Val des Couleurs[55], Diocèse de Verdun.

### Enseignement
Les élèves de la commune sont rattachés à l'académie de Nancy-Metz, en zone B.
Vaucouleurs possède une école maternelle, une école élémentaire et un collège qui accueille les élèves originaires de Vaucouleurs et des communes avoisinantes (Pagny-sur-Meuse, Chalaines, Ourches-sur-Meuse, Rigny-la-Salle...).

### Sports
Il y a le club de football nommé LA Lorraine Vaucouleurs évoluant en Régional 3, de tennis, de tir et de karaté.

## Économie

### Entreprises et commerces

#### Agriculture
- Culture et élevage associés.
- Élevage d'autres animaux.
- Culture de céréales, de légumineuses et de graines oléagineuses.
- Exploitation forestière.
- Aquaculture en eau douce.

#### Tourisme
- Restaurants.
- Hébergements et restauration à Mauvages, Void, Houdelaincourt.

#### Commerces
Vaucouleurs dispose de nombreux commerces et services:
- 3 boulangeries
- 2 fleuristes
- une épicerie
- un magasin d'optique
- une librairie
- une quincaillerie
- une station-service
- un magasin de bricolage
- un magasin d'équipement du foyer
- un supermarché

## Culture locale et patrimoine

### Lieux et monuments
Patrimoine religieux :

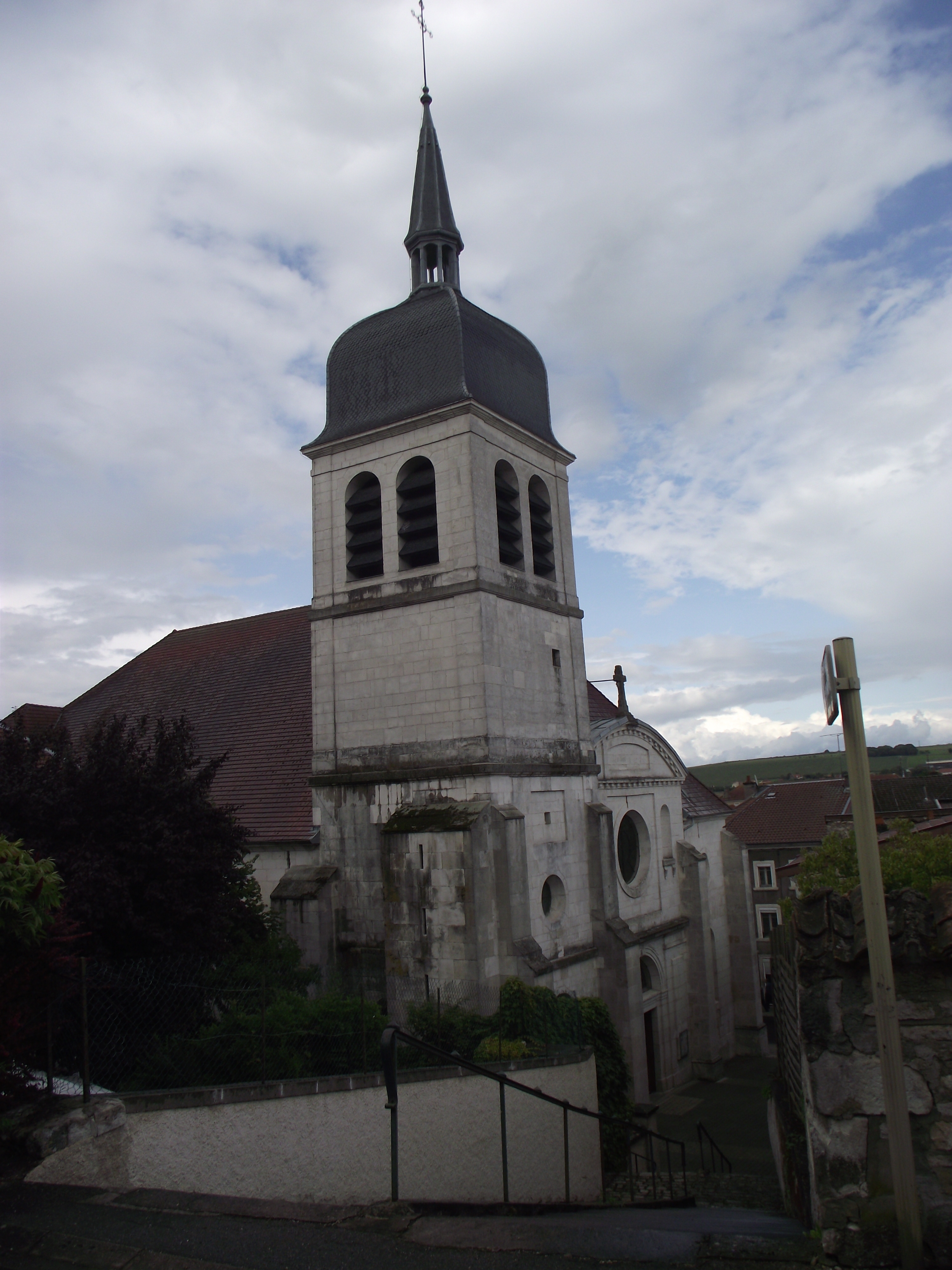
L'église Saint-Laurent.
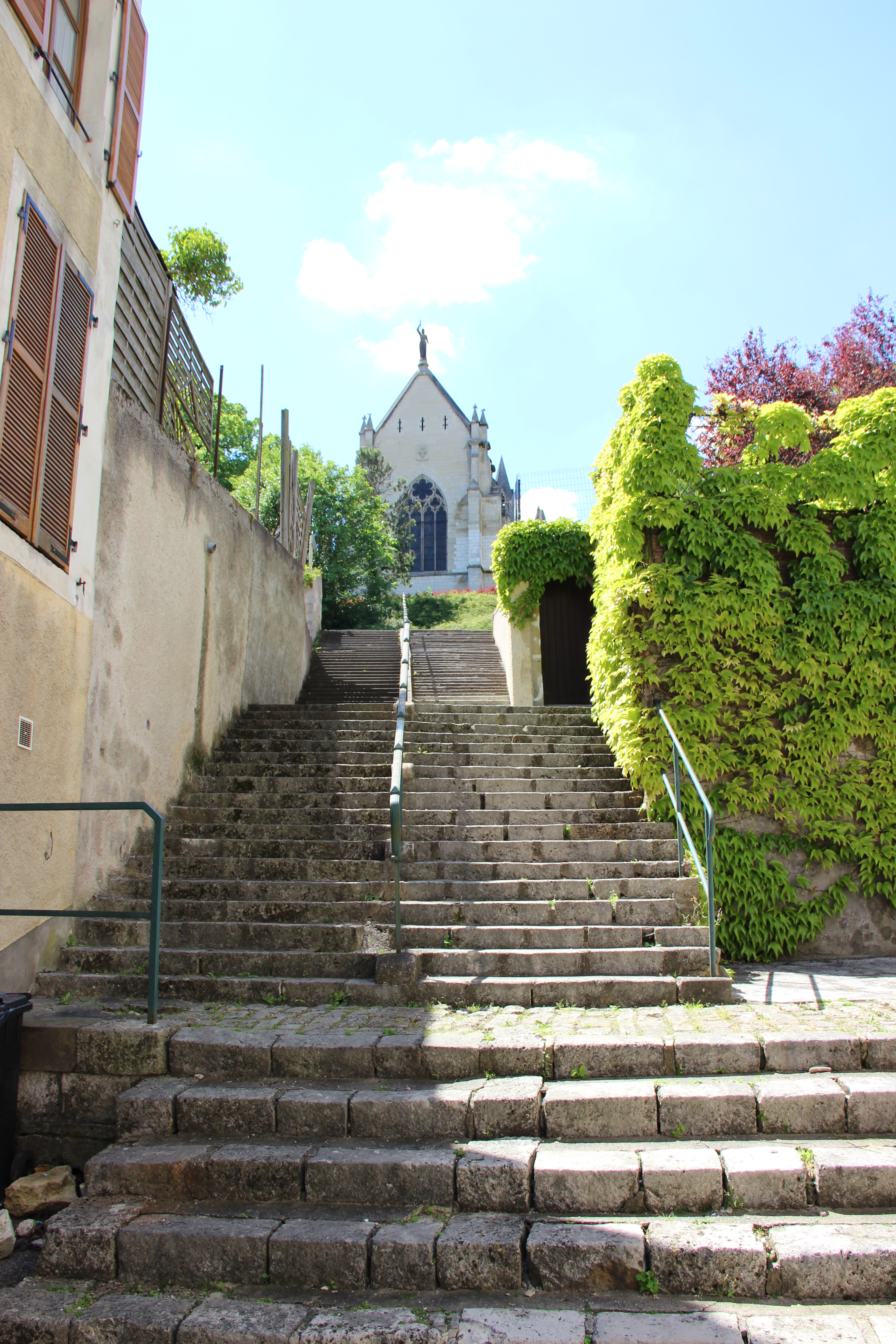
Escalier devant l'église conduisant à la chapelle castrale.
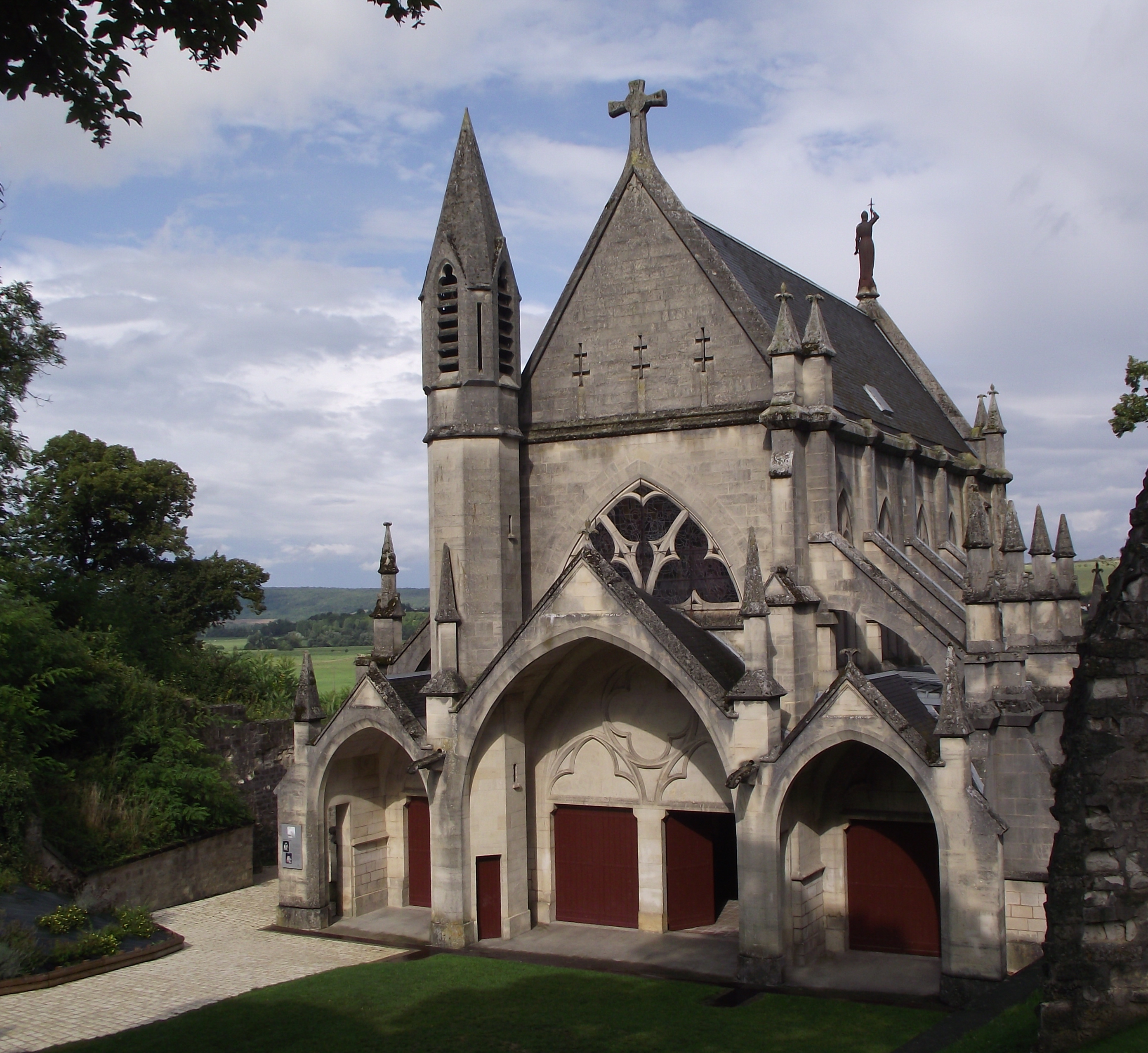
La chapelle castrale.
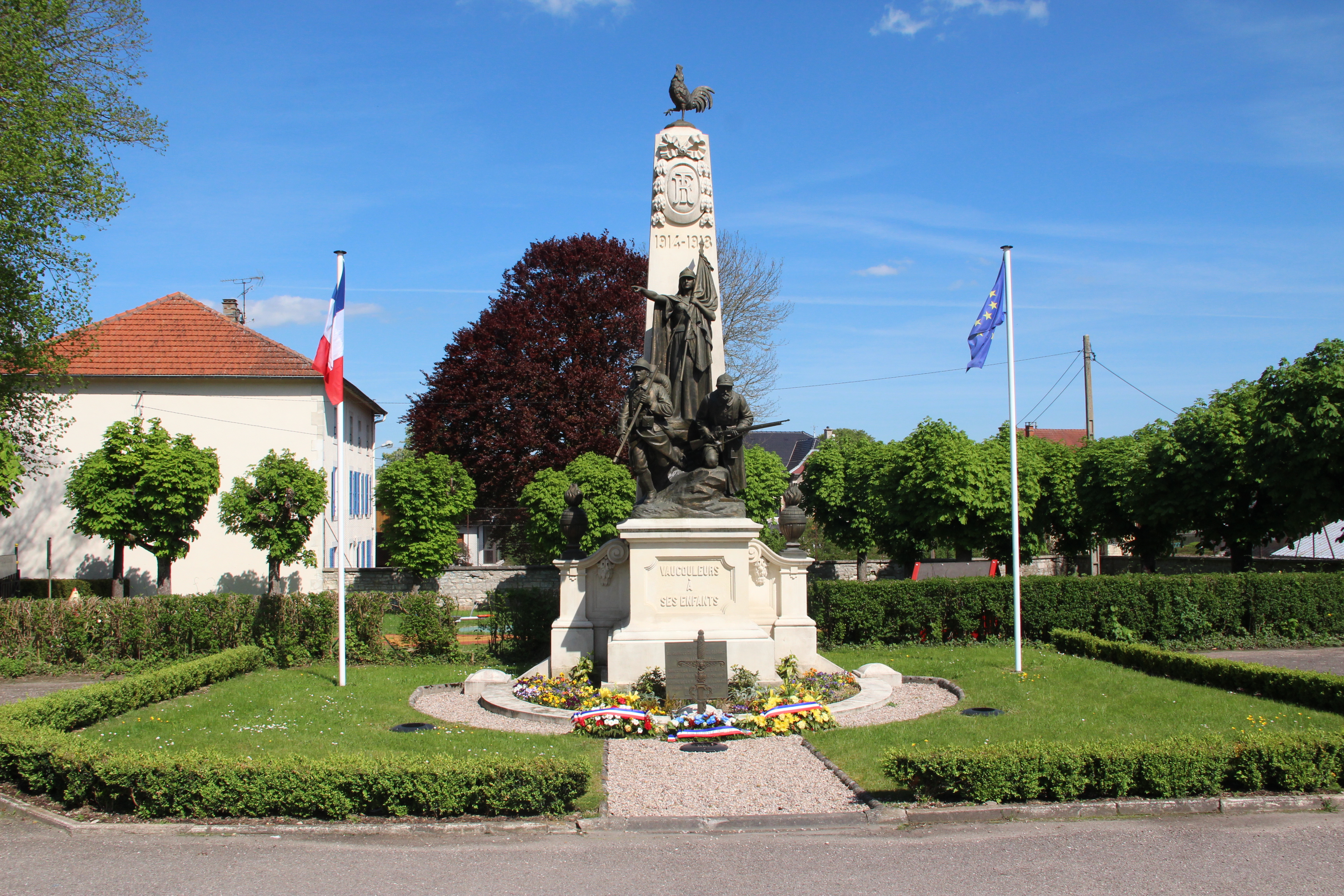
Monument aux morts.

- L’église paroissiale Saint-Laurent : elle a été édifiée entre 1782 et 1785. Son plafond est décoré de fresques. Elle abrite aussi une belle chaire datant de 1717. L'église paroissiale est classée monument historique depuis le 20 janvier 1989[57] et la chaire à prêcher est classée depuis le 12 mai 1944[58].

Grand-Orgue en tribune.
Cloche dite Marie Françoise.
- La chapelle castrale[61] : construite entre 1923 et 1929, elle sera bénie en 1930 par le cardinal Lépicier, natif de Vaucouleurs. Elle occupe l'emplacement de la chapelle primitive bâtie en 1234.
- Monument aux morts[62] : Conflits commémorés : Guerres 1914-1918 - 1939-1945 - AFN-Algérie (1954-1962).
- Le cimetière juif : il témoigne de la présence juive à Vaucouleurs. On peut y voir des stèles où se distinguent encore quelques caractères hébraïques rongés par le temps[63].

Autres patrimoines :
- L'hôtel de ville[64]: construit entre 1847 et 1848 à l’emplacement d’un ancien couvent, il accueille dans son aile droite un musée rappelant le rôle principal tenu par la ville dans l'épopée johannique. Devant l'hôtel de ville se trouve une statue équestre de Jeanne d'Arc en bronze, d’un poids de 2,5 tonnes, réalisée par Halbout du Tanney en 1951 pour la ville d’Alger. En effet, la statue ayant été vandalisée en 1962 à la fin de la guerre d'Algérie, celle-ci est ramenée en France avant d’être restaurée et érigée de nouveau le 8 mai 1966 dans la ville ayant armé la sainte. Depuis 1978, chaque année autour du 13 mai, et à l'initiative du colonel Michel Vallette d'Osia, de Jean-Marie Cuny, de l'association Pèlerins de Lorraine et des Europa-Scouts de Nancy, Vaucouleurs est de nouveau le point d'arrivée du pèlerinage catholique en l'honneur de sainte Jeanne d'Arc, venant de Domrémy.
- La statue de Jeanne d'Arc[65].

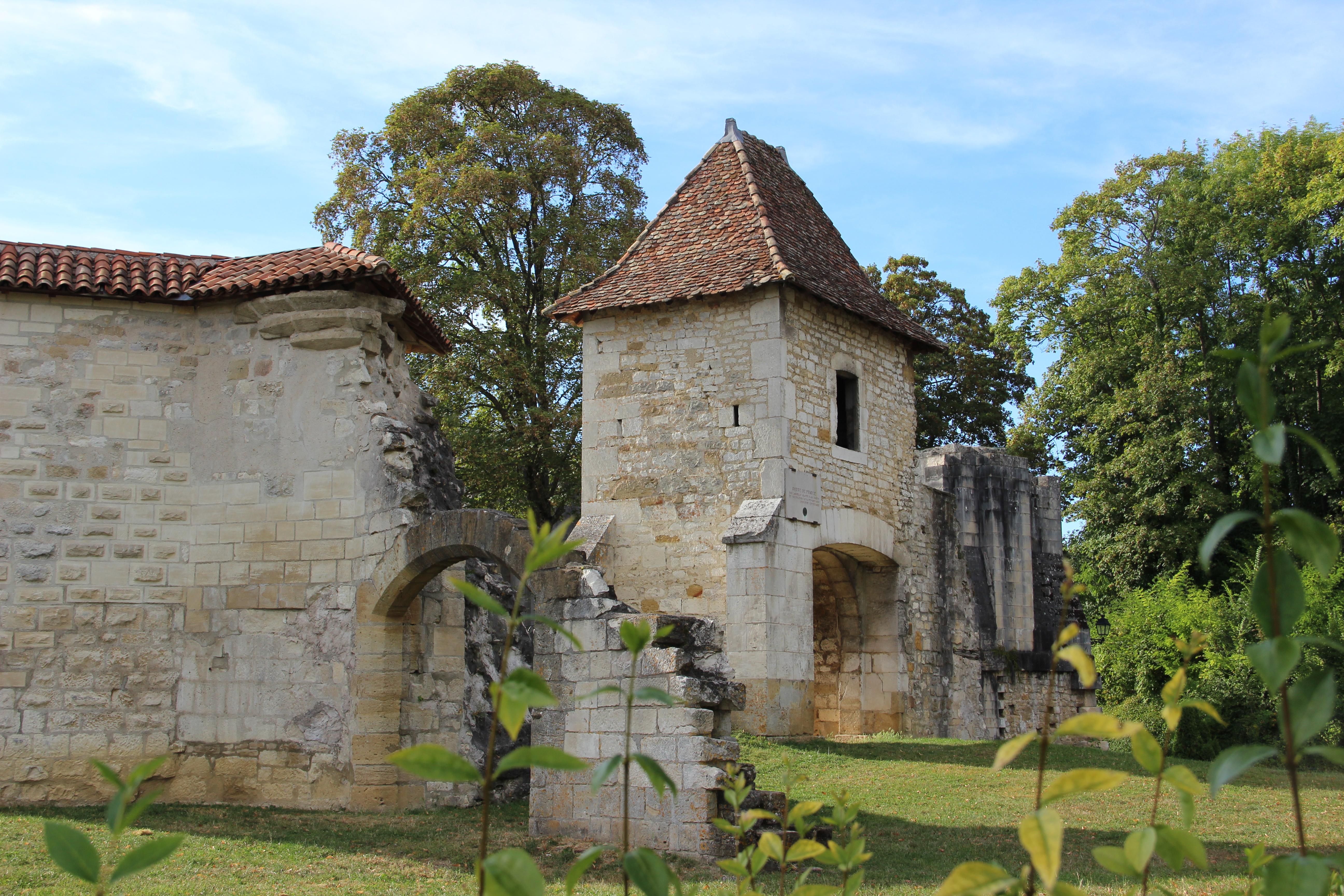
Porte de France du château de Vaucouleurs.
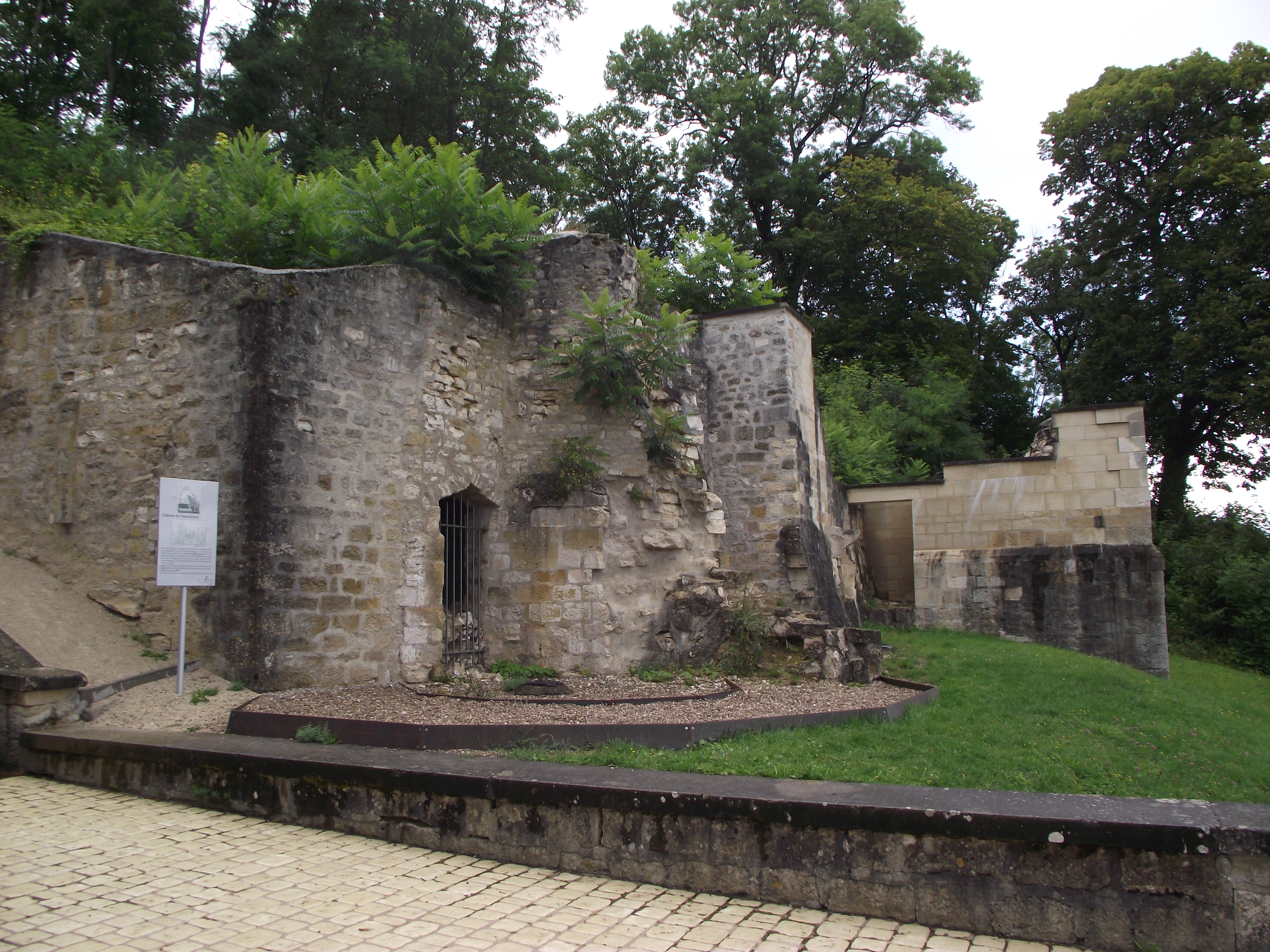
Derniers vestiges du château de Vaucouleurs.
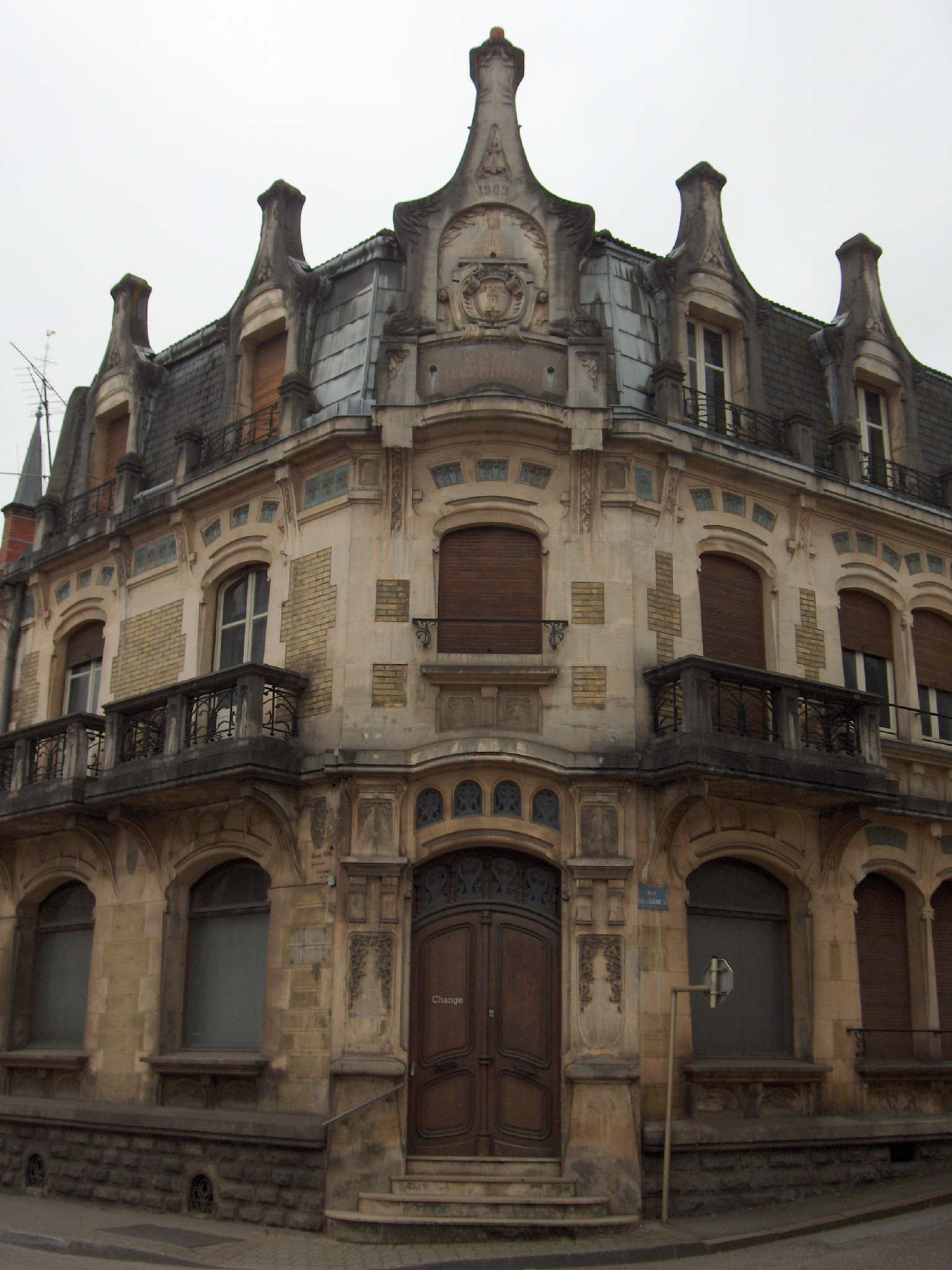
La caisse d'épargne.
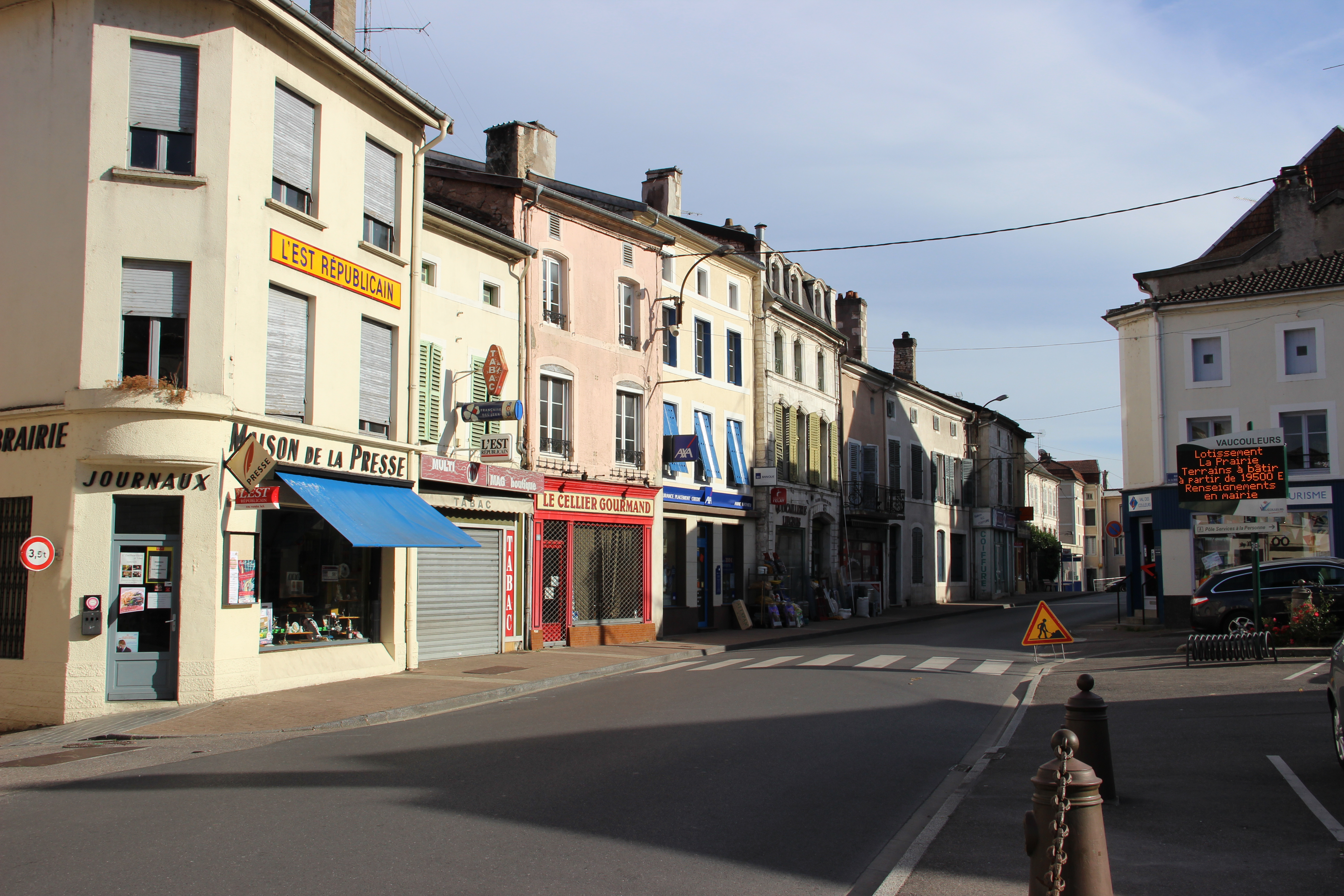
Le centre-ville.

- Les remparts et la tour dite des Anglais : ensemble fortifié du XIIe siècle. Les restes des remparts et la tour dite des Anglais sont classés monument historique le 14 novembre 1979[66].
- La tour du Roi[67] : édifice fortifié de la ville datant du XIIIe siècle. Elle a été classée monument historique le 14 novembre 1979.
- Le château de Vaucouleurs : du château de Robert de Baudricourt[68] où le destin de Jeanne d'Arc se décida, il ne subsiste que la crypte de la chapelle castrale et la Porte de France. La chapelle castrale abrite une vierge du XIIIe siècle appelée Notre-Dame-des-Voûtes. Concernant la Porte de France, celle-ci faisait à la fois office de porte du château et de porte de la ville. Édifiée initialement au XIIIe siècle, elle a été empruntée par Jeanne d'Arc et son escorte le 23 février 1429, quittant sans retour sa Lorraine natale (chaque année, a lieu à cette date une fête médiévale en son honneur). Les vestiges actuels datent d’une restauration réalisée en 1733 sur les restes de la muraille primitive. Le château est l'objet d'un classement au titre des monuments historiques depuis 1893[69].
- Le château de Gombervaux : construit au XIVe siècle à l'extérieur de la ville, il est classé monument historique depuis le 21 mars 1994[70],[71].

- Le château de Tusey[72] : construit dans la seconde moitié du XVIIIe siècle, le château a appartenu à la famille du Breuil de la Brossardière jusqu'en 1833, puis passa par mariage à la famille Fourier de Bacourt. En 1837, il devint le château de la fonderie de Vaucouleurs lorsque celle-ci fut créée à proximité.

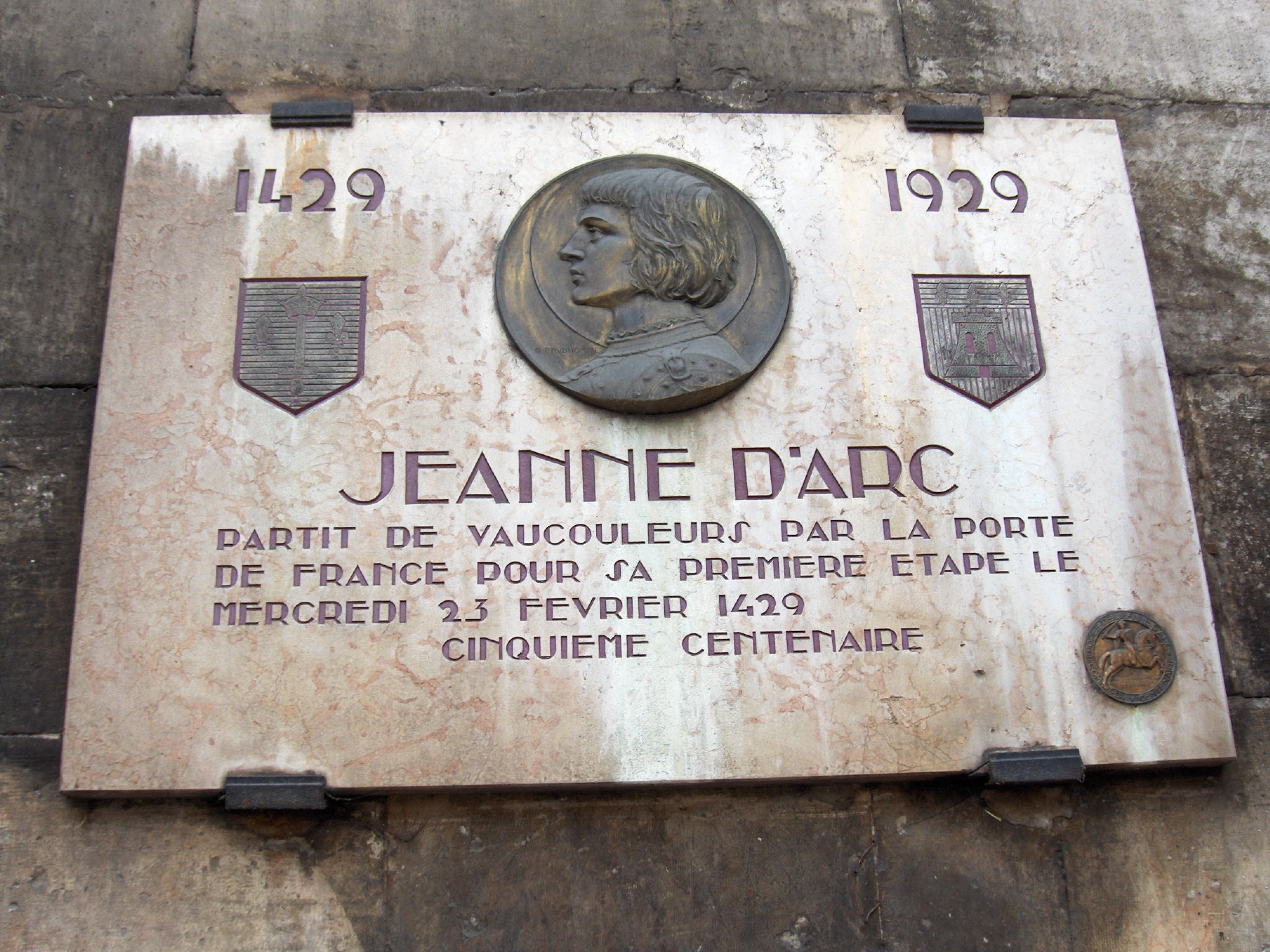
Plaque du 5e centenaire.
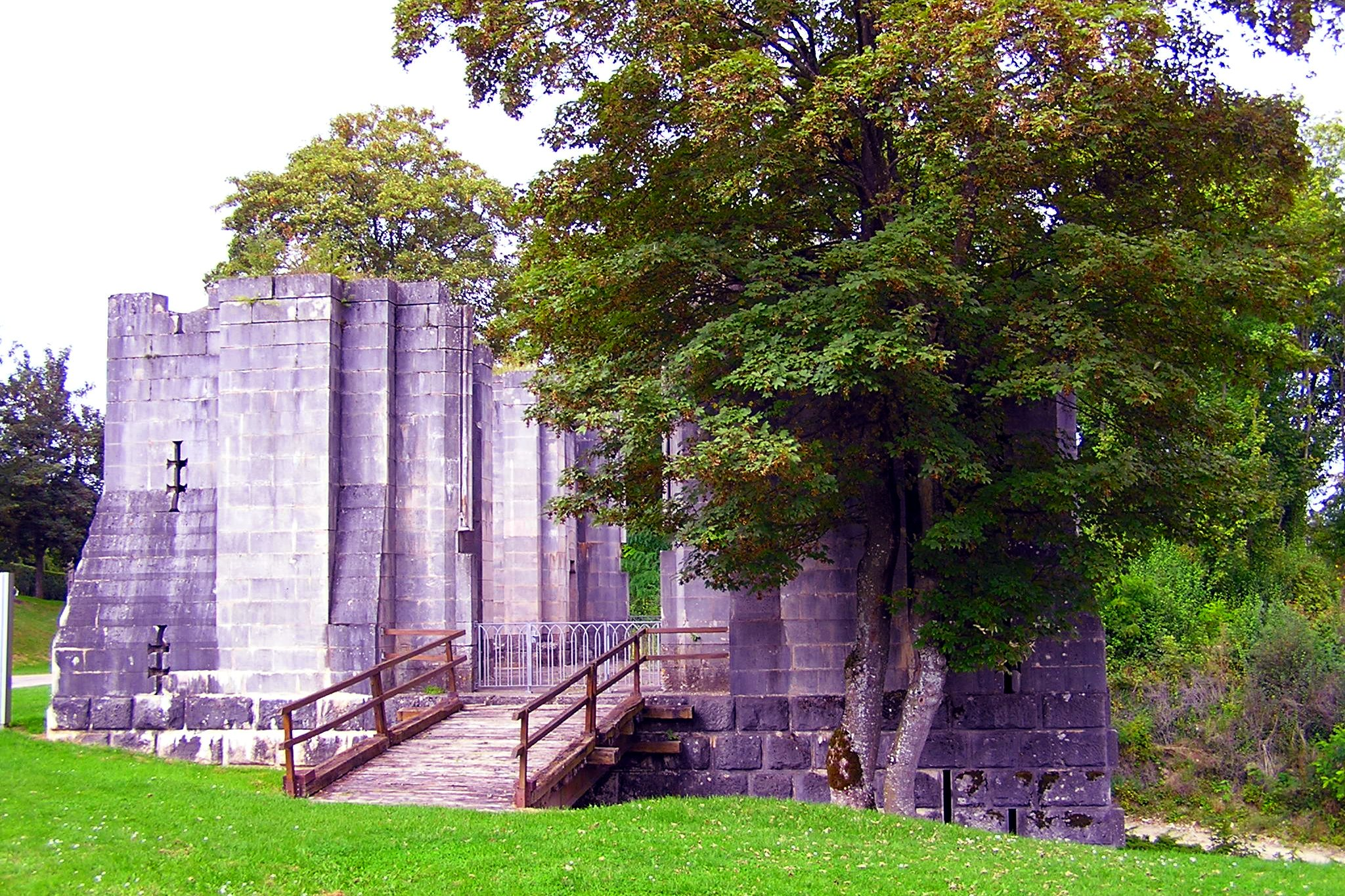
Tour Pagis, basilique inachevée en l'honneur de Sainte Jeanne d'Arc.
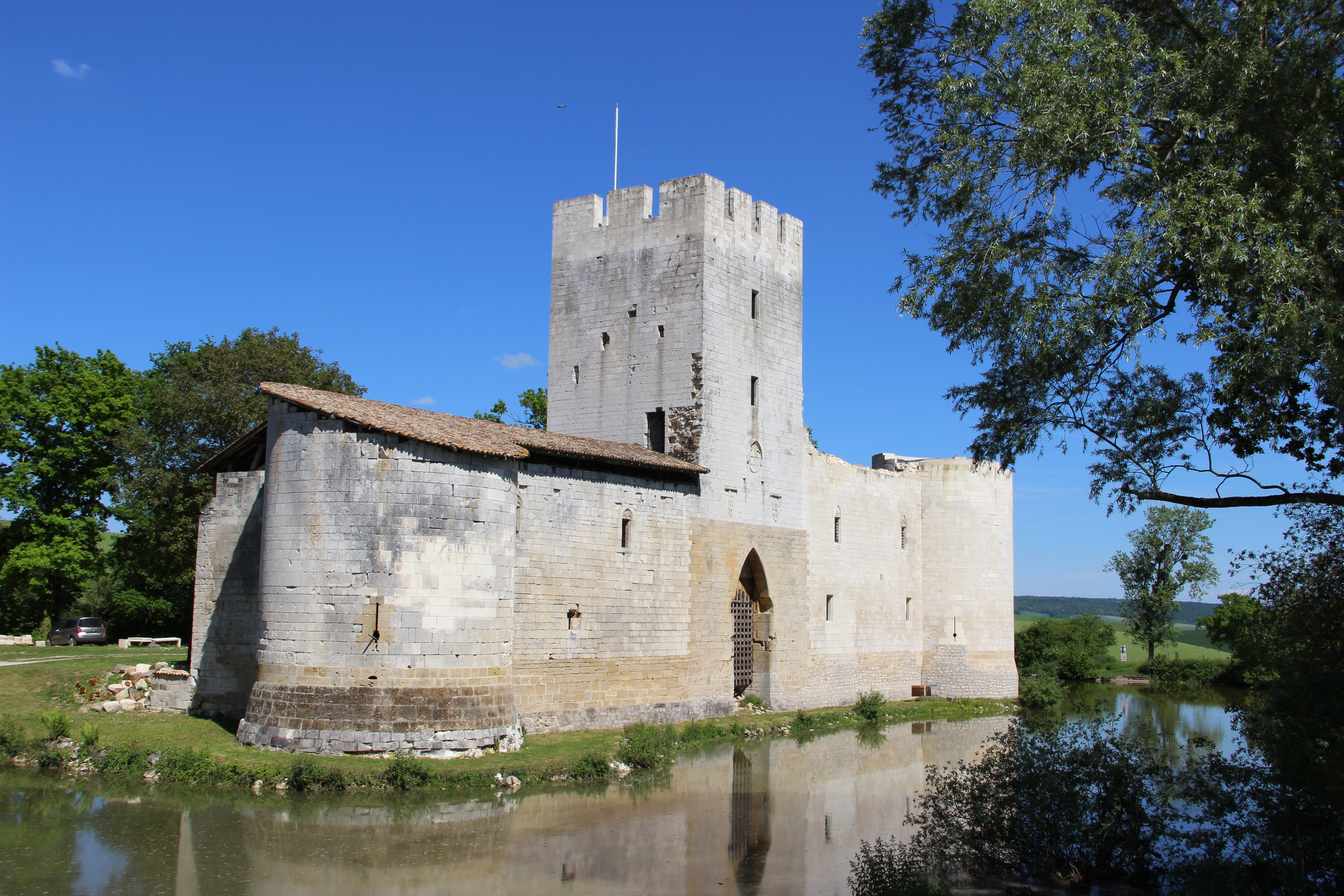
Ruines du château de Gombervaux.

### Présence juive à Vaucouleurs
Il se trouvait à Vaucouleurs une communauté juive relativement importante, puisqu'elle y possédait sa propre synagogue depuis 1860,. On peut en déduire qu'il y avait au minimum une dizaine de familles, car c'est le quorum requis pour les offices religieux à la synagogue, et il y en avait probablement plus
Certaines de ces familles ont joué un rôle particulièrement important dans la vie de la commune, puisqu'elles y ont créé une manufacture textile, la chemiserie Seiligmann,, maintenant rasée.
Cependant, la mémoire de cette présence juive est aujourd'hui dure à percevoir. Pour retrouver sa trace, il faut aller sur le site du mémorial de Yad Vashem où l'on retrouve le nom de quelques Juifs de Vaucouleurs disparus dans la Shoah.
Trois habitants ont été admis parmi les 4281 Justes parmi les nations de France pour avoir sauvé des personnes juives persécutées par le régime nazi et le gouvernement de Vichy :
- Alfred Pinck[81].
- Henriette Pinck[82].
- Lucie Pinck[83].

Sur le mur intérieur du cimetière sont apposées des plaques en mémoire de juifs déportés. Parmi les tombes les plus récentes, il en est une qui date de janvier 2007.
Seul reste comme témoignage, le petit cimetière juif de la commune, 2 route de Tusey. Parmi les stèles, on peut lire par exemple cette inscription :

 פ״נ  
(... פה נטמן : Ici repose...) תַּנְצְבָּ״ה Que son âme soit liée au faisceau de la Vie !  

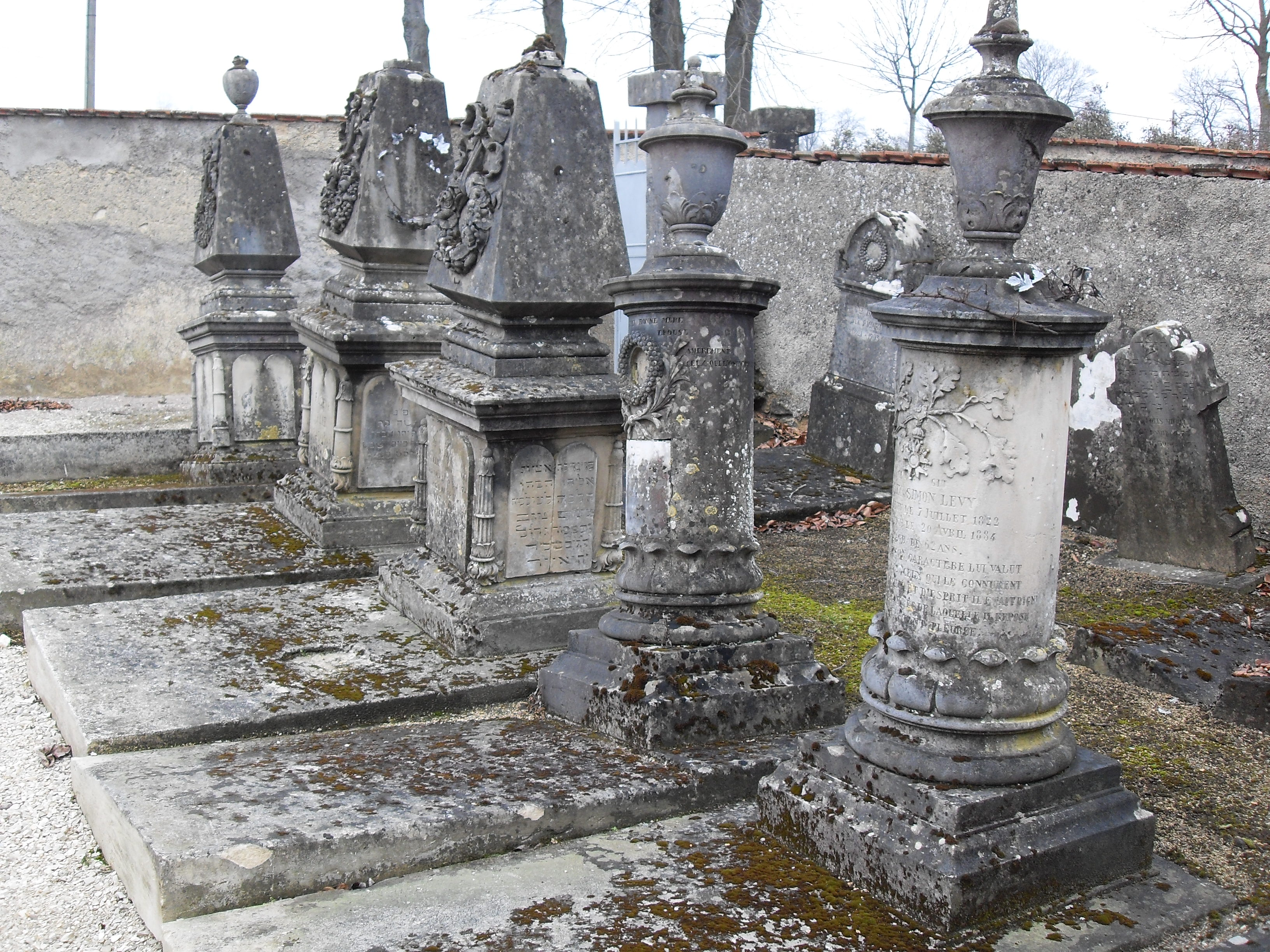
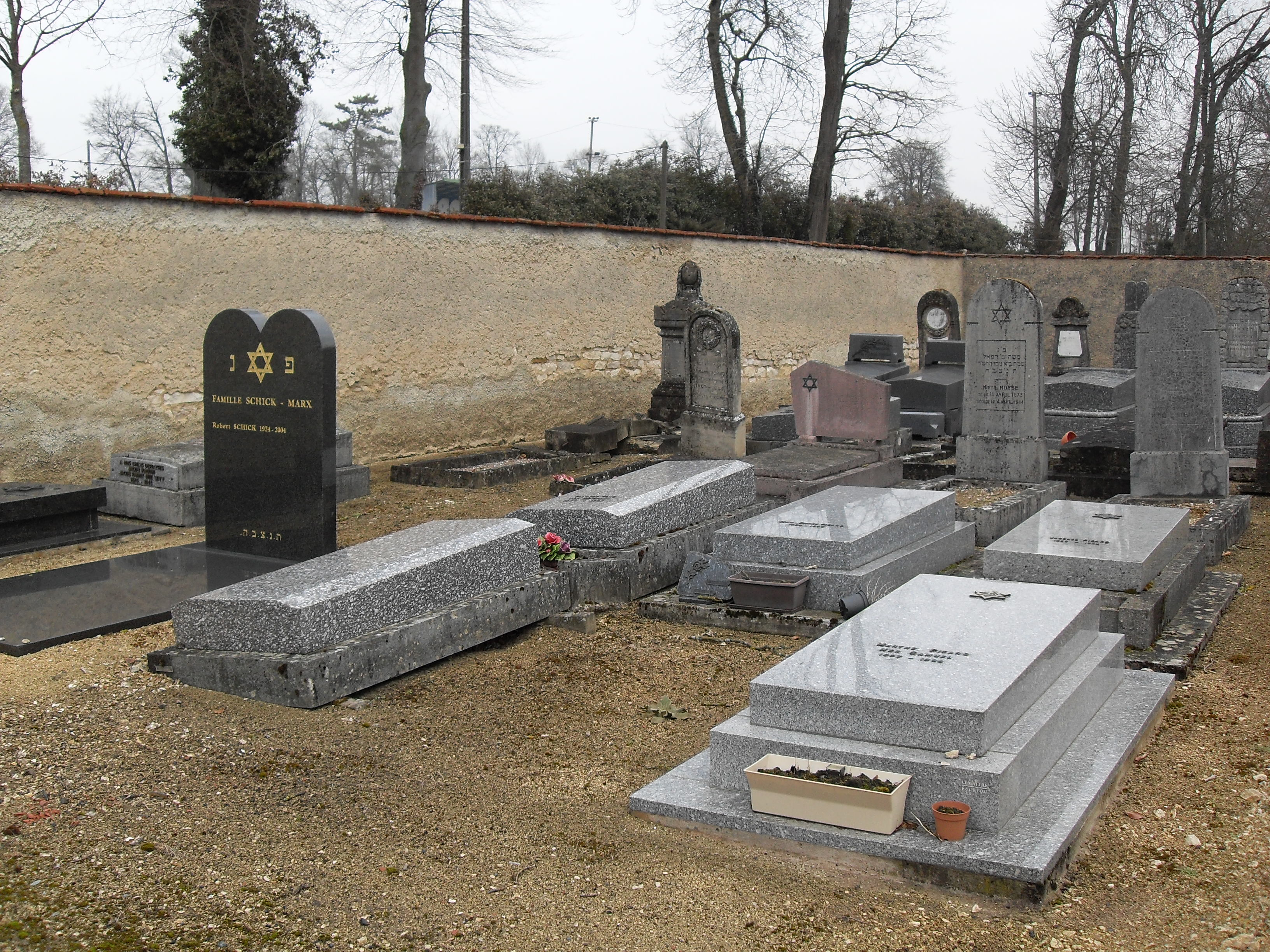
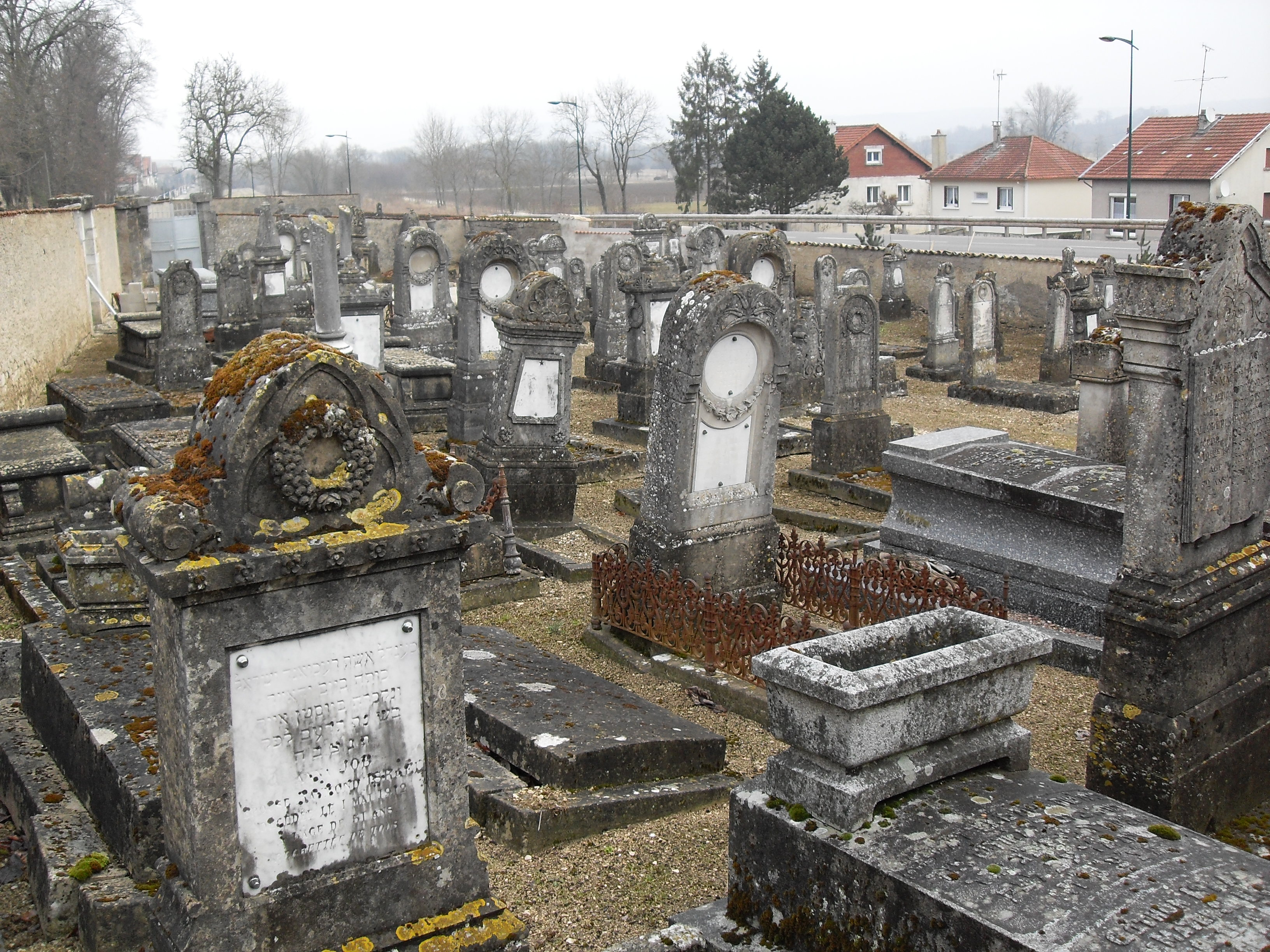
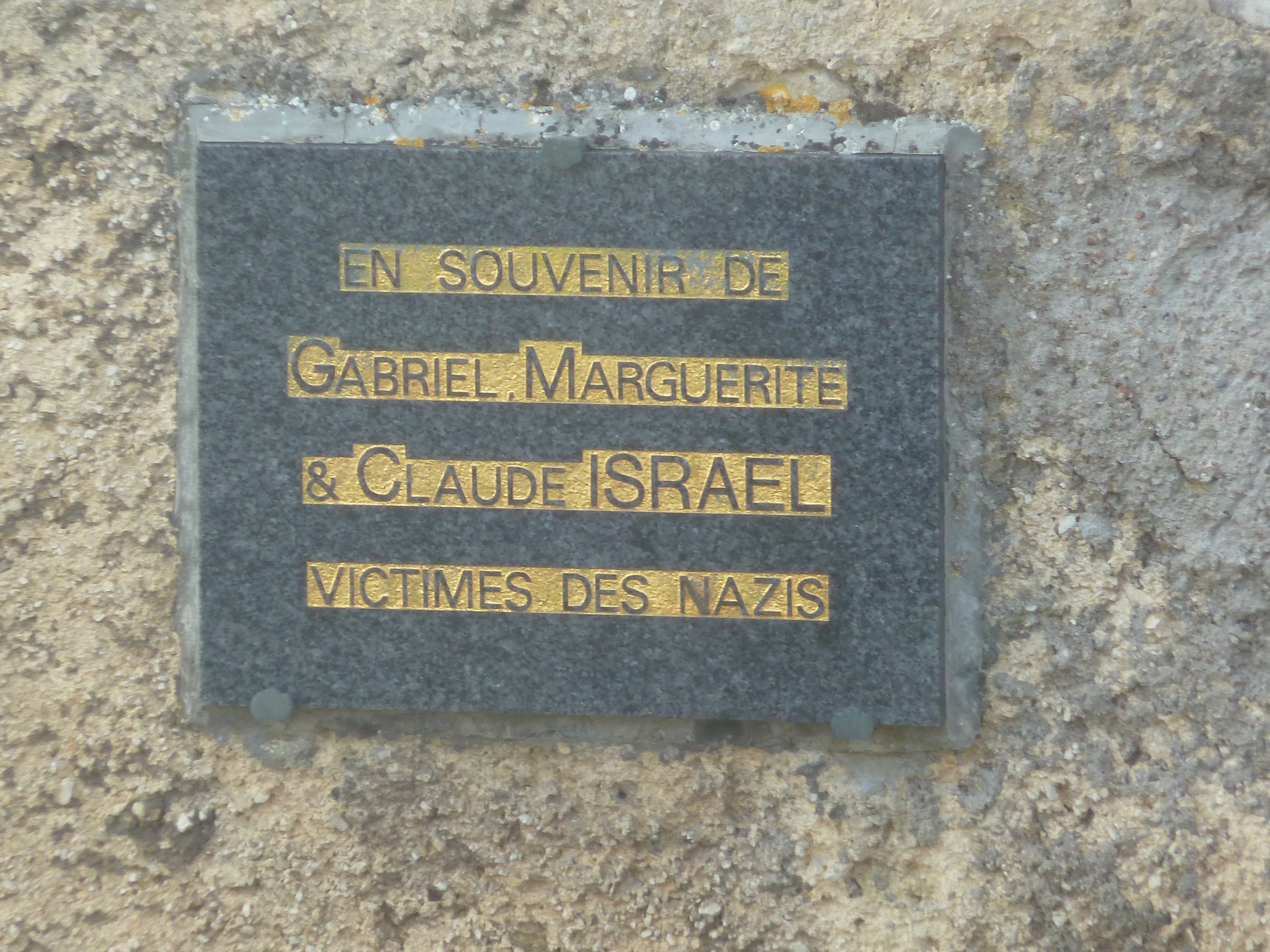
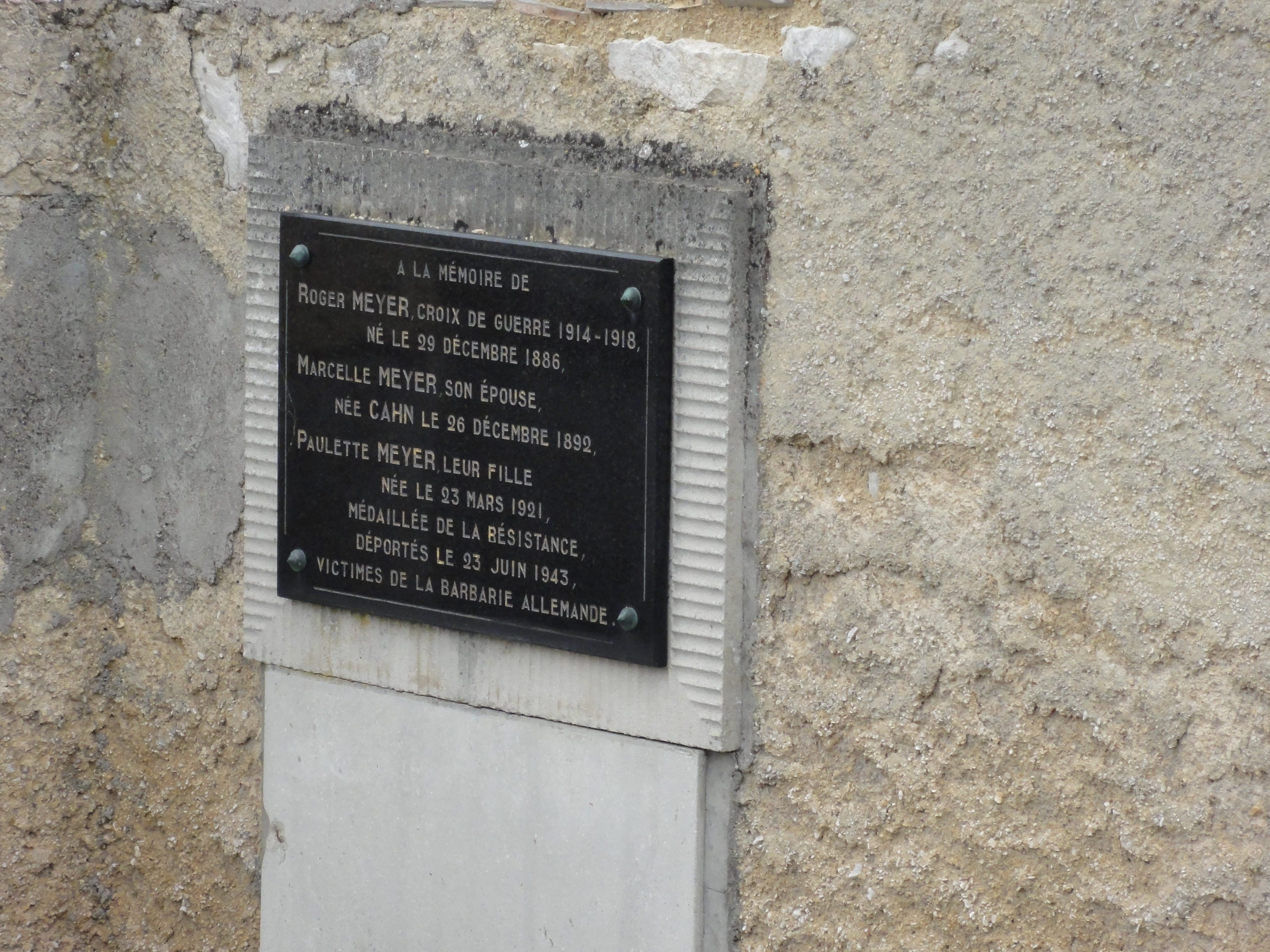

Il reste également les noms des garçons circoncis par le mohel (circonciseur) Jacob Halphen, né à Toul et demeurant à Bourbonne-les-Bains, dont l'activité commence en 1828 pour se terminer en 1865.
Le mohelbuch (carnet de circoncisions) de Jacob Halphen a été donné à la bibliothèque de l'Alliance israélite universelle à Paris le 25 novembre 2009 par une personne l'ayant retrouvé 15 ans auparavant sur le couvercle d'une poubelle dans une rue de Paris. Jacob Halphen est né à Toul le 28 novembre 1803, fils de Jacob Cerf Halphen et de Guitelette Etlin. Il se marie à Bourbonne-les-Bains (Haute-Marne) le 16 février 1825 avec Marguerite Lévy, née dans cette commune le 25 mai 1803. De cette union naissent huit enfants, dont quatre garçons, les trois derniers circoncis par leur père. Marguerite Lévy meurt le 17 juin 1843 à Toul. Jacob Halphen se remarie en 1847 à Paris avec Julie Heumann, dont il aura deux enfants, Clémence et Léopold (mort à 10 ans et 1/2). Jacob Halphen meurt le 11 septembre 1865 à Paris, à son domicile, 1 rue Brisemiche et est inhumé au cimetière du Montparnasse à Paris. Sa dernière profession était « ordonnateur des pompes funèbres », après avoir été teneur de livres, colporteur, instituteur et boucher.
Il opéra, entre autres, à Vaucouleurs et à Chalaines près Vaucouleurs. À Vaucouleurs, deux circoncisions : Théodore Morhange, le 31 mars 1838 ; Élie, fils de Samuel Cahen, le 1er août 1839. À Chalaines près Vaucouleurs : David Salomon, le 25 octobre 1835 ; Nathanël, fils de Jacob Cahen, le 28 octobre 1837.

### Personnalités liées à la commune

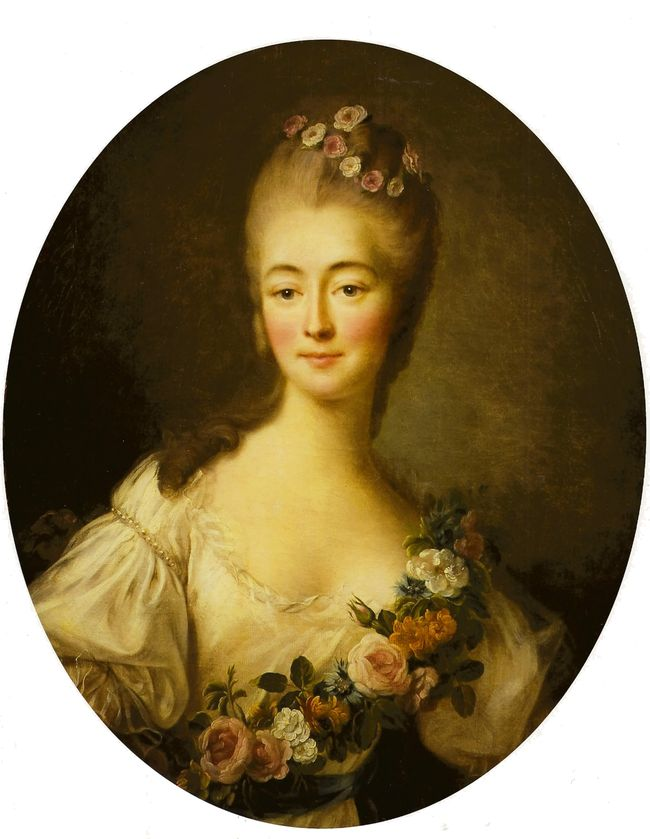
Jeanne du Barry, (Drouais,1769).

- Henri de Vauquelour, chevalier de l'ordre du Temple, avant-dernier maître de la baillie de Lorraine (1304) et aumônier du duc Thiébaud II de Lorraine en 1306[85],
- Robert de Baudricourt, gouverneur de Vaucouleurs et compagnon de Jean d'Arc,
- Jeanne Bécu de Vaubernier, comtesse du Barry, née à Vaucouleurs en 1743,
- Jehan Leclerc de Pulligney défend les intérêts des habitants de Domrémy et de son seigneur lors d'un procès en 1428. Il remplace comme procureur Jacques d'Arc. Vaucouleurs et Robert seigneur de Baudrecourt et de Bloise, capitaine de Vaucouleurs sont souvent cités dans un acte le concernant,
- Jeanne d'Arc, qui rencontra le seigneur Robert de Baudricourt à Vaucouleurs et d'où elle prit son départ pour Chinon. Elle est toujours très présente dans l'esprit des Valcolorois du XXIe siècle,
- Claude Jacquemard, né le 1er avril 1739 à Vaucouleurs et mort au château de Schwannau (Bavière) le 5 janvier 1796, clerc, député du clergé aux États généraux de 1789.
- Joseph Boyer de Rébeval (1768-1822), général français de la Révolution et de l’Empire, combattit à Waterloo.
- Pierre Alexis de Pinteville (1771-1850), général français de la Révolution et de l’Empire né dans cette commune.
- Jean-Louis Soye (1774-1832), général français de la Révolution et de l’Empire mort dans cette commune.
- Martin Pierson (1836-1900), sculpteur, fondateur et directeur de l'Union Internationale Artistique de Vaucouleurs.
- Pierre Ancher (1893-1918), instituteur à Vaucouleurs, son nom est inscrit au Panthéon dans la liste des 560 écrivains morts pour la France.
- Jacques Thuillier, (1928-2011), historien de l'art français. Professeur au Collège de France,
- Henri Bataille (1908-2008), historien, archéologue et écrivain d'une rare ténacité dans ses recherches sur Jehanne d'Arc et Vaucouleurs auxquels il a consacré plusieurs ouvrages.